# Cantón Alfredo Baquerizo Moreno
El cantón Alfredo Baquerizo Moreno es un entidad subnacional de la provincia del Guayas en el Ecuador. Tiene una extensión de 218 km² y su población aproximada es de 25 179 habitantes. Su nombre oficial se dio en honor al presidente guayaquileño Alfredo Baquerizo quién gobernaría el país en el período de 1916 a 1920. Su cabecera cantonal es la localidad de Alfredo Baquerizo Moreno (Jujan).

## Geografía
El cantón  Alfredo Baquerizo Moreno se encuentra ubicado al noroeste de la provincia del Guayas. Mantiene una distancia de 60 km con respecto a la ciudad capital provincial Guayaquil. 
La temperatura de este sector de la provincia oscila entre los 24 °C y 25 °C; está asentado a 9 m s. n. m..
Los ríos Amarillo, Jujan y Chilintomo forman una red hidrográfica que riega las campiñas comprendidas en el territorio jujanense, en las cuales sobresalen las producciones de arroz, café, cacao, banano y frutas tropicales.

### Cantones limítrofes con Alfredo Baquerizo Moreno
| Noroeste: Cantón Yaguachi                 | Norte: Provincia de Los Ríos | Noreste: Provincia de Los Ríos |
| Oeste: Cantón Yaguachi Cantón Samborondón |                              | Este: Cantón Simón Bolívar     |
| Suroeste: Cantón Yaguachi                 | Sur: Cantón Milagro          | Sureste: Cantón Simón Bolívar  |